# A Proud család: Kamaszok és panaszok
A Proud család: Kamaszok és panaszok (eredeti cím: The Proud Family: Louder and Prouder) 2022-től vetített amerikai 2D-s számítógépes animációs vígjátéksorozat, amelyet Bruce W. Smith és Ralph Farquhar alkotott. A 2001 és 2005 között vetített A Büszke család újraalkotása.
Amerikában 2022. február 23-án, míg Magyarországon a Disney+ mutatta be 2023. február 1-én.
2022 áprilisában berendelték a második évadot, míg 2023 júniusában a harmadik évadot rendelték be.

## Cselekmény
Penny Proud, egy 16 éves lány és családja próbál a 2020-as években eligazodnak az életükben: Trudy, Penny anyukája új karriercsúcsokat ér el, Oscarnak, Penny apukájának vad álmai vannak, Penny pedig számtalan kihívással néz szembe.

## Szereplők
- Penny Proud: 16 éves afroamerikai lány, akit apja, Oscar általában zavarba hoz. Szeret a barátaival lógni, még akkor is, ha azokkal bajba keveredik, és sokszor magára hagyják, hogy egyedül nézzen szembe a veszéllyel. Mindig hallgat a szüleire és tiszteli őket, de gyakran enged a kortársak nyomásának. Tehetséges énekesnő, ami akkor mutatkozik meg, amikor a Wizard Kelly produkciók szólóénekese lesz, de kilép, miután hiányzik neki a régi élete. Penny kitűnő tanuló, és tagja az iskolai újság munkatársainak. Egy időben kipróbálta magát a pomponlányok között, de mivel balesetet szenvedett, amikor a színpadot egy óriási CD-vé alakították át, LaCienega kapta meg az utolsó helyet a csapatban. Penny verseket is jól ír és szaval, és féltékeny lesz, amikor barátnője, Dijonay ugyanolyan jó lesz, mint ő. Meggyőződve arról, hogy mindenki kedveli őt, megpróbál összebarátkozni Maya Leibowitz-Jenkinsszel, az iskola új diákjával.
- Dijonay Jones: Penny önző, megbízhatatlan, lelkes, mégis gondoskodó legjobb barátja. A Proud családban megszállottan belezúgott Stickybe. Emellett imád pletykálni, és sokszor bajba sodorta Pennyt. Végül Penny megelégeli, hogy Dijonay rosszul bánik vele, és teljesen elveszíti a bizalmát iránta, bár továbbra is barátok maradnak. Dijonay neve egy szójáték a Best Foods / Hellmann's Dijonnaise nevével, és kilenc fiatalabb testvére van, akiket mind fűszerekről, fűszerezőkről és ételízesítőkről neveztek el. Később belezúgott KG-be, miután Sticky családja elköltözik.
- BeBe és CeCe Proud: Penny bajkeverő 2 éves ikertestvérei. BeBe egy afrofrizurás fiú, akinek mindig cumi van a szájában, míg CeCe egy barna hajú, rózsaszín ruhás lány. BeBe és CeCe a gospel zenész testvérpár, BeBe & CeCe Winans után kapta a nevét. BeBe szeme sosem látszik, afro frizurája miatt. Nagyon szeretik Pennyt, de időnként túl durván játszanak vele. Gyakran látni őket Puffal játszani, és a legtöbbször Puff a végén megsérül. Ebben a sorozatban majdnem képesek beszélni, de mivel szinte gügyögnek, beszédüket feliratok kísérik. Az is kiderül, hogy teljes nevük Benjamin és Cecilia Proud.
- Puff: Süti mama szeretett házi uszkárja. Puffot gyakran kínozzák a kis ikrek, BeBe és CeCe, akik durván játszanak vele. Penny iránt azonban gyengéd oldalát mutatja. Az is kiderül, hogy Puff szereti nézni a drámasorozatokat.
- Süti mama: Penny, BeBe és CeCe csípős, birkózást szerető apai nagymamája, Oscar és Bobby anyja, valamint Trudy anyósa, aki Tae Bo-t csinál. Nagyon kedves, de pimasz, és mindig egyenesen a lényegre tér, amikor beszél. Még Oscart is képes ugratni és verni, de mélyen legbelül szereti őt. Trudy iránt a legnagyobb tisztelettel viseltetik. A kora ismeretlen, és Oscar gyakran gúnyolódik vele. Egy 20 évvel ezelőtti eseményen pontosan ugyanúgy néz ki, mint régen. Szerelmes a szomszédjába, Papiba, aki gyakran tesz róla durva megjegyzéseket spanyolul, amiket ő bóknak hisz. Extra nagy szeretetet mutat uszkárja, Puff iránt. Nagyon szereti a rózsaszín ruhákat és az afro puffokat, innen ered a kutyája neve, Puff. Puffhoz hasonlóan ő is nagyon meleg kapcsolatot mutat Pennyvel, és néha még az ötleteivel is egyetért.
- Trudy Proud: Penny, BeBe és CeCe állatorvos édesanyja, Oscar felesége, Süti mama menye és Bobby Proud sógornője. Viszonylag jómódú családból származik, többek között édesapja orvos, nővére, Diana pedig híres színésznő. Gyakran ad tanácsot Pennynek, amikor Penny bajban van. Trudy Oscar felesége, és cserébe gyakran kényszeríti őt arra, hogy egy-egy vita logikus oldalát lássa. Süti mama mellett ő a kiegyensúlyozott a családban, bár néha tud főnökösködni, pimasz és féltékeny lenni.
- Oscar Proud: Penny, BeBe és CeCe túlságosan védelmező apja, Trudy férje, Bobby Proud öccse és Süti mama fia. Oscart hiperaktív, éretlen, gyerekes, de mégis jószándékú emberként jellemzik. Oscar tulajdonosa és működtetője a saját "Proud Snacks" nevű snack-üzletének, amelynek termékei súlyosan gusztustalanok, mégis sikerül az üzletben maradnia.
- Zoey Howzer: Stréber, félénk, kedves és okos. Nagyon bizonytalan a külseje miatt, és szeretné, ha elfogadnák. Zoey arról ismert, hogy követi a példaképeit, és Pennynek gyakran kell észhez térítenie. Az édesanyja limuzin sofőr, míg a nagynénje ügyvéd. Zoey szeret táncolni, de kevéssé bízik a képességeiben. Amikor azonban egy táncversenyen indul, bebizonyítja, hogy ugyanolyan jó, ha nem jobb, mint a barátai.
- LaCienega Boulevardez: Penny latin ellensége, Felix és Sunset Boulevardez lánya. Ő a legnépszerűbb és legszebb lány Penny iskolájában, valamint kitűnő tanuló. Penny és LaCienega megvetik egymást, és Penny általában nem tud vele együtt lógni, mivel LaCienega Dijonay barátnője, és a szüleik és a nagyszüleik a legjobb barátok. LaCienega képes meggyőzni a szüleit és Proudékat arról, hogy ő egy nagyon kedves és erkölcsös fiatal lány, de a valóságban nagyon hiú, arrogáns, ellenszenves, önző, taknyos, bunkó, beképzelt és sznob. Lázadó magatartása ellenére, a lelke mélyén titokban irigykedik Pennyre, és egy kicsit kedveli őt, de ezt soha nem mutatná ki. LaCienega és anyja Sunset nevét a La Cienega Boulevard és a Sunset Boulevard után kapta, két Los Angeles környéki főútvonalról, amelyek a kaliforniai Nyugat-Hollywoodban találkoznak.
- A Gross testvérek: Az egykori környékbeli zsarnokok, akiket szinte mindig együtt látnak, akik körbejárnak, és pénzt lopnak a diákoktól, tanároktól, sőt még a szülőktől is (beleértve a sajátjukat is). Családjukkal egy durva lakótelepen élnek a városban, ezért házimunkát kell végezniük, hogy eltartsák. Nubia a vezér és az egyetlen Gross nővér, aki tud beszélni, míg a testvérei (akikkel gyakran rosszul bánik), az erős testalkatú Olei (aki Nubia testőre) és az alacsony termetű Gina (aki a pénzt szedi be) hallgatnak. Nubia jelmondata a "Kezeket fel, pénzt ki!". Az állandó rossz bánásmód és bántalmazás ellenére Nubia védelmezi a nővéreit, és mindenkit megfenyeget, aki veszélyeztetné vagy bántaná őket. Nevük a Neutrogena, Nivea és Olay bőrápolási termékekre utal, ami azért ironikus, mert a bőrük száraz, hamuszürke és kék.
- Barry és Randall Leibowitz-Jenkins: Az örökbefogadott gyermekeiknek, Maya Leibowitz-Jenkinsnek és Francis "KG" Leibowitz-Jenkins az apukái, és egy vegyes bőrszínű meleg pár. Barry nyomozó, aki Sunset mellett dolgozik, míg Randall a bankban dolgozik kölcsönzőként.
- Michael Collins: Penny extravagáns barátja és az iskolai edző fia.
- Maya Leibowitz-Jenkins: 14 éves aktivista és új lakos Smithville-ben, aki Barry és Randall Leibowitz-Jenkins örökbefogadott gyermeke. Gyakran látni őt, amint az antirasszizmus témájú, valós életből vett könyveket olvas.
- Francis "KG" Leibowitz-Jenkins: Maya ikertestvére. Dijonay Jones belezúgott.
- Mágus Kelly: Egy hihetetlenül gazdag és híres üzletember, aki a profi kosárlabdázással szerezte vagyonát. Számos olyan vállalkozás tulajdonosa, amelyek róla kapták a nevüket. Folyamatos tréfa, hogy túl magas ahhoz, hogy elférjen a képen, így minden képen és videón csak a nyakáig látszik róla. Az első epizódban kiderül, hogy polgármesterjelöltként indul.
- Felix Boulevardez: Oscar legjobb barátja és szomszédja. LaCienega apja és Sunset férje. Ő és Oscar gyakran keverednek együtt bajba. Mindkettőjüknek domináns felesége van, mindkettőjük otthonában szülők élnek, és mindkettőjüknek tinédzser lányai vannak. A különbség köztük az, hogy Oscar magas és sovány, Felix pedig alacsony és túlsúlyos, továbbá Felix gazdagabb (a róla elnevezett építkezés miatt) és mindenben sikeresebb, mint Oscar, de ez nem befolyásolja a barátságukat. Nagyon szigorúan veszik azt is, hogy a lányaik fiúkkal lógjanak.
- Sunset Boulevardez: Felix felesége és Trudy legjobb barátja. LaCienega édesanyja, és rendőrből nyomozóvá léptették elő.

## Szereposztás

### Főszereplők
| Szereplő                          | Eredeti hang                                        | Magyar hang                               |
| --------------------------------- | --------------------------------------------------- | ----------------------------------------- |
| Penny Proud                       | Kyla Pratt Tone Loc (ének) Logan Browning (felnőtt) | Károlyi Lili Bogdányi Titanilla (felnőtt) |
| Dijonay Jones                     | Karen Malina White Bresha Webb (felnőtt)            | Csifó Dorina Nádorfi Krisztina (felnőtt)  |
| BeBe Proud                        | Aiden Dodson                                        | Eredeti hang                              |
| CeCe Proud                        | Bresha Webb                                         | Eredeti hang                              |
| Puff, a kutya                     | Carlos Alazraqui                                    | Eredeti hang                              |
| Charlette “Süti mama” Towne-Proud | Jo Marie Payton Dominique Fishback (gyerek)         | Szabó Éva                                 |
| Trudy Proud                       | Paula Jai Parker                                    | Balsai Móni                               |
| Oscar Proud                       | Tommy Davidson                                      | Bozsó Péter                               |
| Zoey Howzer                       | Soleil Moon Frye Holly Winter (felnőtt)             | Mayer Szonja                              |
| LaCienega Boulevardez             | Alisa Reyes Karrie Martin (felnőtt)                 | Laudon Andrea                             |

### Mellékszereplők
| Szereplő                       | Eredeti hang                                                 | Magyar hang                                 |
| ------------------------------ | ------------------------------------------------------------ | ------------------------------------------- |
| Bobby Proud                    | Cedric the Entertainer                                       | Kálloy Molnár Péter                         |
| Nubia Gross                    | Raquel Lee Boulleau                                          | Gubik Petra                                 |
| Barry Leibowitz-Jenkins        | Zachary Quinto                                               | Varga Gábor                                 |
| Randall Leibowitz-Jenkins      | Billy Porter                                                 | Crespo Rodrigo                              |
| Michael Collins                | EJ Johnson Jeremy O. Harris (felnőtt)                        | Nikas Dániel Pál Tamás (felnőtt)            |
| Maya Leibowitz-Jenkins         | Keke Palmer Lena Waithe (felnőtt)                            | Tamási Nikolett Nemes Takách Kata (felnőtt) |
| Francis "KG" Leibowitz-Jenkins | Artist "A Boogie" Dubose Daniel "Desus Nice" Baker (felnőtt) | Fáncsik Roland                              |
| Mágus Kelly                    | Aries Spears                                                 | Galambos Péter                              |
| Felix Boulevardez              | Carlos Mencia                                                | Kerekes József                              |
| Sunset Boulevardez             | Maria Canals-Barrera                                         | Solecki Janka                               |

### Magyar változat
- Magyar szöveg: Faludi Katalin
- Dalszöveg: Nádasi Veronika
- Hangmérnök: Farkas László
- Vágó: Sári-Szemerédi Gabriella
- Gyártásvezető: Hódos Edina
- Zenei rendező: Fellegi Lénárd
- Szinkronrendező: Marton Bernadett
- Produkciós vezető: Várkonyi Krisztina
- További magyar hangok: Baráth István, Horváth Illés, Rába Roland, Náray Erika, Papucsek Vilmos,

A szinkront a Mafilm Audio Kft. készítette.

## Évados áttekintés
| Évad | Évad | Epizódok | Eredeti sugárzás   | Eredeti sugárzás   | Magyar sugárzás    | Magyar sugárzás    |
| Évad | Évad | Epizódok | Évadpremier        | Évadfinálé         | Évadpremier        | Évadfinálé         |
| ---- | ---- | -------- | ------------------ | ------------------ | ------------------ | ------------------ |
|      | 1    | 10       | 2022. február 23.  | 2022. április 20.  | 2023. február 1.   | 2023. február 1.   |
|      | 2    | 10       | 2023. február 1.   | 2023. február 1.   | 2023. február 1.   | 2023. február 1.   |
|      | 3    | 10       | 2025. augusztus 6. | 2025. augusztus 6. | 2025. augusztus 6. | 2025. augusztus 6. |

## Epizódok

### 1. évad
| Sor. | Év. | Cím                                                                           | Rendező            | Író                  | Premier                            |
| ---- | --- | ----------------------------------------------------------------------------- | ------------------ | -------------------- | ---------------------------------- |
| 1.   | 1.  | Az új gyerekek (New Kids on the Block)                                        | Wolf-Rüdiger Bloss | Ralph Farquhar       | 2022. február 23. 2023. február 1. |
| 2.   | 2.  | Penny nagy (h)arca (Bad Influence(r))                                         | Tara Whitaker      | L.J. Lawrence        | 2022. február 23. 2023. február 1. |
| 3.   | 3.  | Egy kosárlabdával kezdődött minden (It All Started with an Orange Basketball) | Latoya Raveneau    | Calvin Brown Jr.     | 2022. március 2. 2023. február 1.  |
| 4.   | 4.  | Apafejek (Father Figures)                                                     | Latoya Raveneau    | Ralph Farquhar       | 2022. március 9. 2023. február 1.  |
| 5.   | 5.  | SnackLand (Snackland)                                                         | Tara Whitaker      | L.J. Lawrence        | 2022. március 16. 2023. február 1. |
| 6.   | 6.  | Beszállás! (Get In)                                                           | Wolf-Rüdiger Bloss | Tiffany Thomas       | 2022. március 23. 2023. február 1. |
| 7.   | 7.  | A kívánság (When You Wish Upon a Roker)                                       | Latoya Raveneau    | Ashley Soto Paniagua | 2022. március 30. 2023. február 1. |
| 8.   | 8.  | Otthon oktatás (Home School)                                                  | Tara Whitaker      | Tiffany Thomas       | 2022. április 6. 2023. február 1.  |
| 9.   | 9.  | Családi viszály (Raging Bully)                                                | Latoya Raveneau    | Kylee Evans          | 2022. április 13. 2023. február 1. |
| 10.  | 10. | Az út Towne-ba, 1. rész (Old Towne Road Part 1)                               | Wolf-Rüdiger Bloss | Calvin Brown Jr.     | 2022. április 20. 2023. február 1. |

### 2. évad
| Sor. | Év. | Cím                                             | Rendező            | Író                                      | Premier                          |
| ---- | --- | ----------------------------------------------- | ------------------ | ---------------------------------------- | -------------------------------- |
| 11.  | 1.  | Az út Towne-ba, 2. rész (Old Towne Road Part 2) | Tara N. Whitaker   | Calvin Brown Jr.                         | 2023. február 1.                 |
| 12.  | 2.  | Nagymama segítője (Grandma's Hands)             | Wolf-Rüdiger Bloss | Tiffany Thomas                           | 2023. február 1.                 |
| 13.  | 3.  | Lepattintva (Curved)                            | Latoya Raveneau    | Ashley Soto Paniagua                     | 2023. február 1.                 |
| 14.  | 4.  | Hibátlan tízes (A Perfect 10)                   | Tara N. Whitaker   | Annabel Feeney                           | 2023. február 1.                 |
| 15.  | 5.  | Puffi Daddy (Puff Daddy)                        | Wolf-Rüdiger Bloss | Kylee Evans                              | 2023. február 1.                 |
| 16.  | 6.  | Az ártatlanság vége (The End of Innocence)      | Latoya Raveneau    | Kylee Evans                              | 2023. február 1.                 |
| 17.  | 7.  | The Soul Vibrations (The Soul Vibrations)       | Tara N. Whitaker   | Ashley Soto Paniagua és Calvin Brown Jr. | 2023. február 1.                 |
| 18.  | 8.  | Megint mi (Us Again)                            | Wolf-Rüdiger Bloss | L.J. Lawrence                            | 2023. február 1.                 |
| 19.  | 9.  | BeBe (BeBe)                                     | Latoya Raveneau    | Travis Andres                            | 2023. február 1.                 |
| 20.  | 10. | Június 19. (Juneteenth)                         | Tara N. Whitaker   | Samira Fuller                            | 2023. február 1 2023. február 1. |

### 3. évad
| Sor. | Év. | Cím                                                                | Rendező            | Író                    | Premier            |
| ---- | --- | ------------------------------------------------------------------ | ------------------ | ---------------------- | ------------------ |
| 21.  | 1.  | Büszke Család-Vers, 1. rész (Proud Family-Verse, Part I)           | Wolf-Rüdiger Bloss | Ralph Farquhar         | 2025. augusztus 6. |
| 22.  | 2.  | Büszke Család-Vers, 2. rész (Proud Family-Verse, Part II)          | Lele Abreu Silva   | Calvin Brown Jr.       | 2025. augusztus 6. |
| 23.  | 3.  | Minden árnyalata (The Shade of It All)                             | Wolf-Rüdiger Bloss | Tiffany Thomas         | 2025. augusztus 6. |
| 24.  | 4.  | Hol vagy, anya? (O Mother, Where Art Thou?)                        | Lele Abreu Silva   | Kylee Evans            | 2025. augusztus 6. |
| 25.  | 5.  | Játék indul (Game Changer)                                         | Wolf-Rüdiger Bloss | L.J. Lawrence          | 2025. augusztus 6. |
| 26.  | 6.  | Előre a múltba (Forward to the Past)                               | Wolf-Rüdiger Bloss | Samira Fuller-Farquhar | 2025. augusztus 6. |
| 27.  | 7.  | Ki vagy, Tökmag? (Will the Real Young Toddler Please Stand Up?)    | Lele Abreu Silva   | Travis Andres          | 2025. augusztus 6. |
| 28.  | 8.  | A tehetségkutató (Wiz Kid)                                         | Wolf-Rüdiger Bloss | Kylee Evans            | 2025. augusztus 6. |
| 29.  | 9.  | Vadul, elveszve és szabadon, 1. rész (Wild, Lost and Free, Part I) | Lele Abreu Silva   | Tiffany Thomas         | 2025. augusztus 6. |

## A sorozat készítése
2019 augusztusában Tommy Davidson kijelentette, hogy A Büszke családot egy harmadik évad erejéig újraélesztik a Disney+-on.
2020. január 1-jén az eredeti sorozatot elkezdték sugározni a Disney+-on, majd nem sokkal később a Disney vezetői megkeresték Farquhart és Smith-t a sorozat újraélesztésével kapcsolatban. 2020. február 27-én a sorozatot hivatalosan is megrendelte a Disney+. Az eredeti szereplőgárda (Tara Strong és Orlando Brown kivételével) újra eljátszotta a szerepeit. 2021 júliusában a kanadai WildBrain stúdió közölte, hogy animációs szolgáltatásokat vesznek igénybe a sorozathoz, míg a sorozatot a Disney Television Animation készíti, egy olyan stúdió, amely az eredeti sorozatban nem vett részt.